# زميل باحث
زميل باحث أو أستاذ باحث هو منصب بحثي أكاديمي في جامعة أو مؤسسة بحثية مماثلة، وعادة ما يكون للموظفين الأكاديميين أو أعضاء هيئة التدريس. يمكن للزميل الباحث أن يعمل إما باحثًا مستقلًا أو تحت إشراف باحث رئيس.
على الرغم من أن مناصب زملاء البحث تختلف في البلدان والمؤسسات الأكاديمية المختلفة، إلا أنها تشير بشكل عام إلى الباحثين المبتدئين الذين يطورون حياتهم المهنية البحثية تحت إشراف كبار الباحثين.

## فرنسا
في فرنسا وعلى الرغم من وجود عدة هيئات للأساتذة الباحثين، فإن التعبير يشير بشكل أساسي إلى الأساتذة الباحثين التابعين للوزير المسؤول عن التعليم العالي والمرسوم القانوني رقم 84-431 المؤرخ في 6 يونيو 1984.